# دائرة بريان
دائرة بريان دائرة من دوائر ولاية غرداية وعاصمتها بريان. وتضم بلدية بريان.